# Saint-Maurice-la-Fougereuse
Saint-Maurice-la-Fougereuse korábbi község Franciaország Új-Aquitania régiójában, Deux-Sèvres megyében. 2016. január 1-jén Étusson korábbi községgel egyesült és az így létrejött Saint Maurice Étusson új község része lett.
Lakosainak száma 543 fő (2018. január 1.). Saint-Maurice-la-Fougereuse Étusson és Argenton-les-Vallées községekkel határos.

## Népesség
A település népessége az elmúlt években az alábbi módon változott:
| Lakosok száma | 880  | 776  | 709  | 618  | 511  | 549  | 538  | 887  | 542  | 543  |
|               | 1962 | 1968 | 1975 | 1990 | 1999 | 2008 | 2013 | 2016 | 2017 | 2018 |